# We R Who We R
"We R Who We R" é uma canção da cantora e compositora estado-unidense Kesha, para o seu primeiro extended play (EP), Cannibal (2010). Foi lançada digitalmente como single do disco em 22 de outubro de 2010. Kesha compôs a faixa na sequência das notícias sobre o assédio moral que havia levado a vários suicídios de jovens homossexuais. A mensagem da música é inspirar as pessoas a serem elas mesmas, uma celebração de qualquer tipo de manias ou excentricidades. Estreou no topo da tabela musical Billboard Hot 100, com 280 mil cópias vendidas em sua semana de estreia, tornando-se o quinto single da artista a ficar entre as dez canções mais vendidas na revista Billboard, e o seu segundo a ficar na primeira posição.
"We R Who We R" foi bem recebida pela crítica. Embora tenha sido analisada por não ser diferente de suas canções anteriores, a mídia especializada apontou que a faixa combinou um bom ritmo com uma mensagem inspiradora cheia de humor genuíno, comparando-a com "Raise Your Glass", de Pink, pelo tema similar e lançamentos próximos. O videoclipe teve locações em Los Angeles, com a direção de Hype Williams, e teve a sua estreia no canal Vevo da cantora no YouTube em 1 de dezembro de 2010. "We R Who We R" foi apresentada na América do Norte em 2010 nos American Music Awards e na turnê mundial de Kesha, a Get Sleazy Tour.

## Antecedentes e divulgação
"We R Who We R" foi escrita por Kesha, devido aos acontecimentos recentes sobre múltiplos suicídios de jovens homossexuais e bissexuais, mas além disso ela quer manter que todos somos diferenciados, assim como ela diz: "Nós Somos Quem Somos". A artista explicou que quis que se torna-se num hino de orgulho, "Queria inspirar as pessoas [...] a serem elas próprias. É uma celebração de qualquer tipo de manias ou excentricidades". Ela elaborou:
| “ | Eu estava realmente afetada pelas notícias recentes, tendo sido objeto de muito ódio público [eu mesma]. Não tenho absolutamente ideia de como esses jovens se sentiram. O que estou passando não é nada comparado ao que eles tiveram de passar. Só sei que as coisas vão ficar melhores e que precisamos celebrar quem nós somos. Cada coisa estranha em nós é bonita e torna a vida interessante. Esperemos que a música realmente capte a emoção de celebrar quem vocês são. | ” |

"We R Who We R" foi apresentado pela primeira vez na segunda temporada de The X Factor Australia em 14 de novembro de 2010. Antes do apresentação houve uma pequena controvérsia quando os dançarinos de fundo da Kesha foram vistos usando braceletes vermelhos que tinham sido fornecidos localmente. Kesha estava preocupada que poderia ser confundido com um símbolo da suástica, por isso os braceletes foram removidos. "We R Who We R" foi apresentado ao vivo pela primeira vez na América do Norte em 21 de novembro de 2010, no American Music Awards de 2010. A apresentação começou com Kesha abrindo com seu single anterior, "Take It Off", enquanto tocava teclado, ela logo transferiu para "We R Who We R". Para a apresentação ela usava um bodysuit espelhado e uma jaqueta de couro preta. Dançarinos de fundo cercaram o palco durante a apresentação. Confetes caíram do teto durante a final da canção e terminou a apresentação, com Kesha tocando uma guitarra. Ela então virou a guitarra para trás, revelando a palavra "ódio" escrito em preto com um corte nele. Ela, então, quebrou a guitarra em pedaços, encerrando a apresentação. Em 2011, Kesha iniciou em sua primeira turnê, Get Sleazy Tour, onde ela apresentou "We R Who We R" ao lado de uma capa da faixa "(You Gotta) Fight for Your Right (To Party!)" dos Beastie Boys, como uma parte do show bis.

## Composição
"We R Who We R" caracteriza-se como uma canção dance-pop que utiliza um suporte forte de sintetizador e incorpora elementos do trance e estilos como electropop, synthpop e dubstep. Abrindo com um suporte de sintetizador infundido e sons interpretados como palmas, Kesha abre a canção proclamando, "Quentes e perigosos/Se você é um de nós, então agite com a gente/Porque nós fazemos os moderninhos se apaixonarem". Vocalmente, a música segue os passos de singles anteriores da cantora, como Kesha usa seu estilo vocal de cantar-falando durante a música. Kesha utiliza camadas vocais que são reforçadas em algumas partes com a utilização do Auto-Tune. Musicalmente, a canção já foi dita a seguir uma estrutura musical semelhante ao seu single de estreia, "Tik Tok".
De acordo com a partitura publicada no Musicnotes.com pela Sony/ATV Music Publishing, "We R Who We R" está descrito no compasso do tempo comum, com uma taxa de batida moderada de 120 batimentos por minuto. A canção foi escrita na tonalidade de C menor; os vocais de Kesha se estendem variadamente entre a nota de Mi♭4 para a nota de B♭4. Tem uma sequência básica de Cm-Fm-E ♭-A ♭ como progressão harmônica. De acordo com a Kesha a letra da canção se destina a ser "uma celebraç[ão] [de] quem você é", a letra foi inspirada pelo assédio moral que levou a vários suicídios de jovens homossexuais. Bill Lamb, da About.com notou que as letras eram representativas de Kesha e as histórias de seus fãs escrevendo, "ela e seus fãs são eles mesmos, sem desculpas, e ela vai ser honesta em dizer a sua história".

## Crítica profissional
| Críticas profissionais | Críticas profissionais |
| Avaliações da crítica  | Avaliações da crítica  |
| Fonte                  | Avaliação              |
| ---------------------- | ---------------------- |
| About.com              | [ 4 ]                  |
| Digital Spy            | [ 18 ]                 |
| Rolling Stone          | [ 19 ]                 |

Bill Lamb da About.com deu à canção uma análise positiva, dando ao single quatro de cinco estrelas. Lamb escreveu que, embora a canção não ter sido musicalmente original, "A inspiração de [Kesha] é sólida, e ela sabe como inspirar uma festa e uma multidão. É hora de simplesmente se entregar e se divertir com ela." Lamb elogiou "o humor genuíno" de Kesha que está presente em toda a canção, dizendo que "Só [Kesha] realmente que canta sobre aparentar "doente e sexualizada", vestindo calças apertadas na boate, e a credibilidade extra dada por 'Jesus no meu colar'". A canção foi comparada com Lady Gaga e Pink, devido à mensagem da música, sendo sobre abraçar quem você é. Lamb terminou a sua revisão escrevendo, que apesar de seu "estilo de cantar-falando" é improvável que não ganhou nenhum prêmio vocal, a música é uma forte liderança fora de Cannibal. Robert Copsey da Digital Spy deu ao single cinco de cinco estrelas. Copsey elogiou Kesha por não se render sob o análise severa que foi submetida ao longo de sua carreira, citando suas palhaçadas de bêbada e vocais processados que têm sido criticados. Ele escreveu: "nós nunca contestamos que ela carrega tudo isso de uma forma que é divertida, sincera, destemida e sem vergonha." O refrão da música foi destaque na revista, com Copsey chamando-lhe "a sua tentativa mais pop até hoje", que continha "insufláveis batidas Dr. Luke e suas melodias chicletes de sempre".
Jocelyn Vena da MTV News deu a música uma revisão positiva, escrevendo que "[Kesha] encontrou uma fórmula incrível, combinando batidas assassinas com letras sobre festas super-divertidas e calças apertadas". Vena comentou que, embora a música não era inovadora e não é diferente de seus singles anteriores "Tik Tok" ou "Take It Off", que quase não importa como "é outra música divertida sob-auto-tune o quão incrível é a dança noite afora" com uma "inspiradora [mensagem sobre] a recente onda de suicídios entre jovens gays." Jason Lipshutz da Billboard, deu a canção uma avaliação positiva, elogiando a produção de Dr. Luke e o refrão da música. Lipshutsz comentou sobre a similaridade da música com "Tik Tok", escrevendo: "Em vez de afastar-se do "Tik Tok" uma fórmula de "We R Who We R",... inteligentemente maximiza [Kesha] as qualidades mais atraentes." A análise concluiu que a música "demonstra que [Kesha] ainda tem quilometragens que deixou em seu som electro-pop enquanto ela se prepara para seu próximo álbum." Leah Greenblatt da Entertainment Weekly chamou a canção uma "pedaço acompanhante" de "Raise Your Glass" da Pink, citando o tema similar e lançamentos próximos.  Nitsuh Abebe de NY Magazine elogiou o refrão da música e os elementos de trance pop. Abebe escreveu que a música incorporava um "oco, sentindo-se livre de você mesmo", comentando que quase todo o eletronic infunde os sentimentos dance-music, "que é quase espiritual, aquela sensação de serem incorporados e sair do corpo".
Alex Hawgood do The New York Times escreveu que na primeira vez que ouviu a música veio através de um outro genérico hit dance. Hawgood no entanto elogiou a música por seu subtexto oculto destinado a ser uma resposta a suicídios gay. Hawgood comparou a música as de Taylor Swift, Pink, Katy Perry e Lady Gaga, que "representam uma nova onda de jovens (e na maior parte hetro), as mulheres que estão fornecendo a trilha sonora para uma geração de fãs gays chegar a termos de suas identidades em um momento de turbulência e confusão de mensagens culturais".
Sal Cinquemani de Slant Magazine chamou a faixa de "infecciosa" e elogiou a sua honestidade e sinceridade na faixa. Rolling Stone deu a canção duas estrelas e meia de cinco estrelas, referindo-se à combinação do estilo de Kesha e temas da música como um "ajuste desajeitado". Rolling Stone colocou a música no número 50 em seus 50 Melhores Singles de 2010.

## Vídeo musical

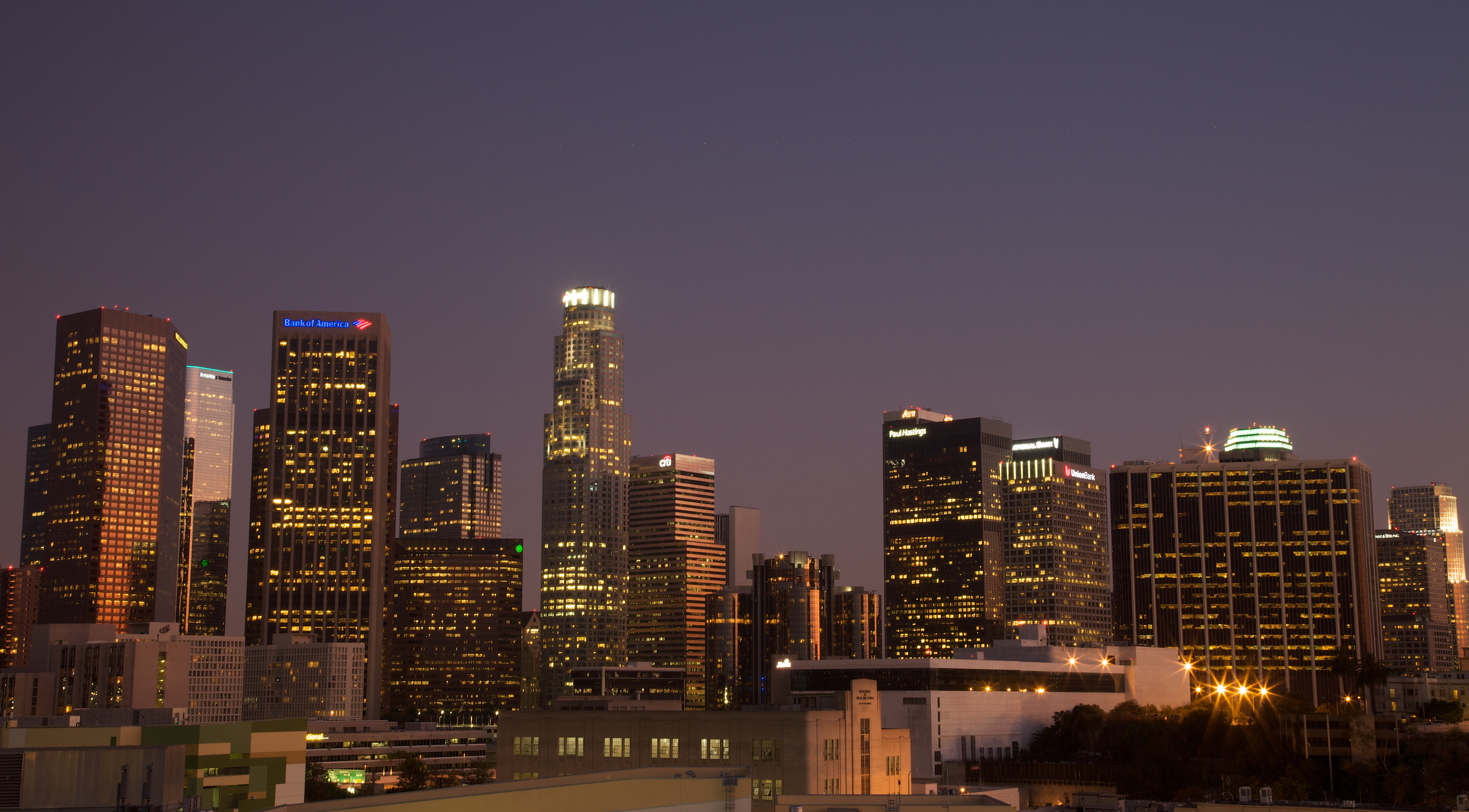
Imagem panorâmica do centro de Los Angeles, onde o vídeo foi inicialmente filmado ao longo de um período de 48 horas.

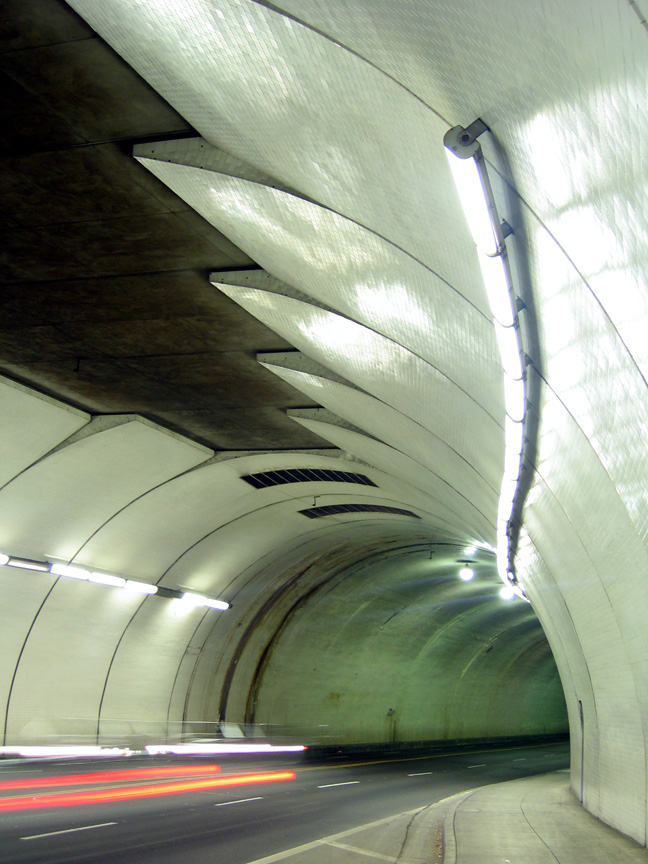
2nd Street Tunnel foi usado para representar a festa subterrânea.

O videoclipe da música foi dirigido por Hype Williams. O vídeo foi filmado no centro de Los Angeles. Kesha explica a ideia por trás do vídeo, bem como uma experiência durante uma entrevista com o MTV News, ela explicou que o vídeo era diferente de seus outros vídeos, notando que ela estava mostrando um lado sexy de si mesma.
O videoclipe é apresentado como uma festa subterrânea. O vídeo começa com luzes futuristas piscando, e Kesha é vista usando um rabo de cavalo e calças-justas brilhantes, ela caminha através de um túnel com os "festeiros". O cenário apresenta entre dragster  e explosões de fundo. Em um close up mostra Kesha com suas sobrancelhas estilazidas com pregos de ouro e seus olhos cheios de glitter. Enquanto carros correm em alta velocidade a um novo tipo de festa em um local diferente. No meio da festa Kesha tem uma mudança de figurino agora vestindo uma roupa estampada com a bandeira dos EUA. Na ponte da canção Kesha é vista de pé á beira de um edifício, a música pára e Kesha se joga de costas e é capturada pelos festeiros, e a música volta novamente e todos começam a dançar de novo. No clipe há merchandisings do site de relacionamentos PlentyofFish e também da tequila Revolucion.
Jocelyn Vena da MTV News notou que o vídeo traz um destino dos vídeos anteriores de Kesha, em que o humor está geralmente presente, ela descreveu que o vídeo mostra um lado "mais escuro e mais sexy" da cantora. Tanner Stransky da Entertainment Weekly foi positivo em sua análise do vídeo. Stransky comentou sobre a inspiração lírica da canção, observando o vídeo não segue a mesma mensagem.

## Impacto cultural ecovers
Em 2010, "We R Who We R" ganhou amplo apoio da comunidade gay. Dan Savage, o criador da campanha "It Gets Better", no qual Kesha participou, declarou que ela e outros artistas da música que escreveu canções dirigida à comunidade gay foram vitais para ajudar os fãs entrar em acordo com as suas sexualidades e identidades. "Estas músicas são contra as mensagens de ódio que um colega, familiar, político ou um valentão poderia estar dizendo, eu fico frustrado com os políticos gays que desconta ou diminui a importância do pop stars, eles são uma grande parte desta luta." Os cantores Josh Erdman e Ben Klute começou a postar versões cover de várias canções no YouTube, acrescentando depois um logotipo para os seus vídeos originalmente intitulado "Legalize Gay ’Cause We Are Who We Are". A dupla mudou o logotipo para representar a música dizendo, "A canção, obviamente, falou conosco, O que esses artistas estão fazendo significa o mundo para a comunidade gay."
Em 2011, "We R Who We R" foi usado na décima primeira temporada do Dancing With The Stars. A banda do programa apresentou um cover da canção enquanto um trio, integrado por Hines Ward, Kirstie Alley e Kendra Wilkinson dançaou ao som da música.

## Faixas
"We R Who We R" foi lançado digitalmente pelo iTunes. Em seguida foi lançado um CD single na Alemanha, contendo duas faixas, sendo uma delas um remix de "Animal", faixa do álbum homônimo anterior da cantora. Já no Reino Unido foi lançado um EP com quatro faixas.
| Download digital |                 |         |  |
| N.º              | Título          | Duração |  |
| 1.               | "We R Who We R" | 3:24    |  |

| CD single da Alemanha |                            |         |  |
| N.º                   | Título                     | Duração |  |
| 1.                    | "We R Who We R"            | 3:24    |  |
| 2.                    | "Animal" (Dave Audé Remix) | 4:37    |  |

| Extended play (EP) digital do Reino Unido |                            |         |  |
| N.º                                       | Título                     | Duração |  |
| 1.                                        | "We R Who We R"            | 3:24    |  |
| 2.                                        | "Sleazy"                   | 3:25    |  |
| 3.                                        | "Animal" (Dave Audé Remix) | 4:37    |  |
| 4.                                        | "Animal" (Billboard Remix) | 4:15    |  |

## Créditos
- Composição - Kesha Sebert, Joshua Coleman, Lukasz Gottwald, Jacob Kasher Hindlin, Benjamin Levin
- Produção, instrumentos e programação - Dr. Luke, Benny Blanco, Ammo
- Vocal de apoio - Rani Hancock, Lukasz Gottwald, Sam Holland, Benjamin Levin, Emily Wright
- Engenharia - Emily Wright, Chris "TEK" O'Ryan, Sam Holland
- Assistente de engenharia - Tatiana Gottwald, Jeremy Levin

Créditos adaptados do encarte do extended play (EP) Cannibal.

## Desempenho nas tabelas musicais
Nos Estados Unidos, "We R Who We R" estreou em primeiro lugar na Billboard Hot 100, vendendo mais de 280.000 cópias digitais. A canção foi a décima sétima canção na história da parada a estrear na primeira posição e tornou-se o quinto single da cantora a entrar no top 10 da Billboard. Na semana seguinte, a canção caiu para a quinta posição, já que vendeu mais 220 mil cópias. Depois de estar presente nas paradas por cinco semanas, a canção chegou a um milhão de downloads pagos, a canção de venda mais rápida a alcançar a marca de um milhão download desde "Love the Way You Lie", de Rihanna e Eminem tinha feito isso antes, em 2010. Durante a nona semana da música na parda ela vendeu mais 319 mil cópias; na semana seguinte vendeu mais 411 mil cópias e superou marca os dois milhões de downloads pagos. Com este feito, a canção se tornou uma das apenas dez músicas a vender mais de 300.000 cópias em uma única semana mais de uma vez. Na Hot Dance Club Songs e na Pop chart, da Billboard, a canção alcançou os picos de 27 e dois, respectivamente. Em agosto de 2012, a canção já vendeu mais de 3.804.000 digitais nos Estados Unidos, a canção é a quinta de Kesha a vender mais de dois milhões de cópias, seguindo seus quatro singles em primeiro lugar.
Na Canadian Hot 100, a música estreou em número de dois, vendendo 21.000 downloads digitais. Na Austrália, "We R Who We R" estreou no número um na tabela sobre a data de emissão, intitulado 17 de novembro de 2010. A canção permaneceu no topo das paradas por duas semanas antes de cair para a posição de número dois. Na semana seguinte, o single recuperou a primeira posição e segurou-a por uma semana, dando o single um total de três semanas no topo da parada. Desde então, foi disco de platina quádrupla pela Australian Recording Industry Association (ARIA) pelas vendas de 280.000 unidades. A canção já foi disco de platina pela Recording Industry Association of New Zealand (RIANZ) pelas vendas de 15.000 unidades. Na Suécia, "We R Who We R" estreou na parda na posição 22, que foi o seu pico. No Reino Unido, "We R Who We R" entrou na UK Singles Chart na posição 95 relativo à emissão datada de 8 de janeiro de 2011, e saiu da parada na semana seguinte. Após o lançamento do single em 23 de janeiro de 2011, a canção re-entrou na parada como número um, vendendo em um excesso de 90 mil cópias. Em dezembro de 2011, foram registradas mais de 326 mil cópias em território britânico.

### Posições
| Tabela musical (2010)                                         | Melhor posição |
| ------------------------------------------------------------- | -------------- |
| Austrália - ARIA Charts                                       | 1              |
| Áustria - Ö3 Austria Top 40                                   | 15             |
| Alemanha - Media Control Charts                               | 23             |
| Bélgica - Ultratop 50 Flanders                                | 13             |
| Bélgica - Ultratop 50 Wallonia                                | 11             |
| Brasil - Billboard Brasil Hot Pop Songs                       | 19             |
| Brasil - Billboard Brasil Hot 100                             | 52             |
| Canadá - Canadian Hot 100                                     | 2              |
| Coreia do Sul - Gaon Music Chart                              | 4              |
| Dinamarca - Tracklisten                                       | 31             |
| Escócia - The Official Charts Company                         | 1              |
| Eslováquia - IFPI Slovenská Republika                         | 13             |
| Espanha - Productores de Musica de España                     | 26             |
| Estados Unidos - Billboard Hot 100                            | 1              |
| Estados Unidos - Pop Songs                                    | 2              |
| Estados Unidos - Hot Dance Club Songs                         | 27             |
| França - Syndicat National de l'Édition Phonographique        | 22             |
| Irlanda - Irish Recorded Music Association                    | 10             |
| Itália - Federazione Industria Musicale Italiana              | 33             |
| Japão - Japan Hot 100                                         | 5              |
| Noruega - VG-lista                                            | 13             |
| Nova Zelândia - Recording Industry Association of New Zealand | 4              |
| Países Baixos - MegaCharts                                    | 42             |
| Reino Unido - UK Singles Chart                                | 1              |
| Chéquia - Federação Internacional da Indústria Fonográfica    | 20             |
| Suécia - Sverigetopplistan                                    | 22             |
| Suíça - Media Control Charts                                  | 17             |

| Tabela musical (2010)                                         | Posição |
| ------------------------------------------------------------- | ------- |
| Austrália - ARIA Charts                                       | 25      |
| Nova Zelândia - Recording Industry Association of New Zealand | 50      |
| Suécia - Sverigetopplistan                                    | 87      |
| Tabela musical (2011)                                         | Posição |
| Bélgica - Ultratop 50 Wallonia                                | 90      |
| Canadá - Canadian Hot 100                                     | 35      |
| Estados Unidos - Billboard Hot 100                            | 30      |
| Reino Unido - UK Singles Chart                                | 57      |

| País                  | Certificação |
| --------------------- | ------------ |
| Austrália - ARIA      | 4× Platina   |
| Nova Zelândia - RIANZ | Platina      |
| Suécia - GLF          | Ouro         |
| Reino Unido - BPI     | Prata        |

## Histórico de lançamento
"We R Who We R" foi lançado como download digital em treze países, e lançado somente na Alemanha como CD Single.
| País           | Data                  | Formato          |
| -------------- | --------------------- | ---------------- |
| Áustria        | 22 de outubro de 2010 | Download Digital |
| Bélgica        | 22 de outubro de 2010 | Download Digital |
| Irlanda        | 22 de outubro de 2010 | Download Digital |
| Itália         | 22 de outubro de 2010 | Download Digital |
| Nova Zelândia  | 22 de outubro de 2010 | Download Digital |
| Países Baixos  | 22 de outubro de 2010 | Download Digital |
| Portugal       | 22 de outubro de 2010 | Download Digital |
| Suécia         | 22 de outubro de 2010 | Download Digital |
| Suíça          | 22 de outubro de 2010 | Download Digital |
| Estados Unidos | 22 de outubro de 2010 | Download Digital |
| Brasil         | 25 de outubro de 2010 | Download Digital |
| Coreia do Sul  | 26 de outubro de 2010 | Download Digital |
| Alemanha       | 7 de janeiro de 2011  | CD single        |
| Reino Unido    | 23 de janeiro de 2011 | Download Digital |